# Limnader
Limnader (av grekiska limne, sjö) var i den grekiska mytologin nymfer eller najader som bodde i sjöar och träsk.
Salmakis var en av limnaderna.